# Transatlantic
Transatlantic es un supergrupo y banda de rock progresivo, fundada por Neal Morse, de Spock's Beard y Mike Portnoy de Dream Theater.

## Biografía
Originalmente, la intención era reclutar a Jim Matheos, guitarrista de Fates Warning. Pero al no estar disponible, Morse y Portnoy contactaron al guitarrista y vocalista de Flower Kings, Roine Stolt. La banda fue completada con el bajista y veterano del rock progresivo Pete Trewavas, de Marillion. El nombre del grupo originalmente iba a ser "Second Nature" (Segunda Naturaleza), pero fue cambiado a Transatlantic a sugerencia de Per Nordin, artista que diseñó las portadas de los discos.
Su primer disco, SMPT:e (lanzado en el año 2000), obtuvo excelentes críticas, siendo nombrado "algo de lo mejor que se ha escrito en rock progresivo" (Robert Taylor en All Music Guide) y "fuegos artificiales de ideas e increíble habilidad musical" (The Metal Observer).
El tour subsecuente de los Estados Unidos condujo al lanzamiento de un CD doble, llamado Live in America, y un video homónimo. La banda mostró su herencia musical en el CD en vivo, tocando versiones de The Beatles ("Strawberry Fields Forever"), así como un popurrí de Genesis' que incluía "Watcher of the Skies" y "Firth of Fifth".
Al igual que SMPT:e, que contiene la pieza "All of the Above" (que dura 31 minutos), el segundo disco de estudio del grupo Bridge Across Forever (2001), presenta al grupo tocando canciones de duración considerable, formato clásico del rock progresivo. Este segundo CD contiene sólo 4 canciones: "Duel With the Devil" (26 minutos), "Suite Charlotte Pike" (14 minutos), "Stranger in Your Soul" (26 minutos), y "bridge Across Forever", que con sus 5 minutos de duración es de las canciones más cortas de la banda.
Transatlantic se separó con la retirada de Morse para lanzar su carrera como músico cristiano, lo cual también incluyó que abandonara Spock's Beard. Un DVD en vivo, que muestra el último tour del grupo, fue lanzado en 2003, y presentaba todas las épicas anteriormente mencionadas, además de una versión del disco Abbey Road, original de the Beatles. La edición extendida también contiene una versión de Pink Floyd, "Shine on You Crazy Diamond". A manera de bono, Daniel Gildenlöw de Pain of Salvation aparece a lo largo del DVD como un quinto miembro invitado del grupo, tocando teclados, guitarra, percusión e incluso cantando.
Después de 7 años vuelven a reunirse en 2009 para sacar su tercer álbum de estudio: The Whirlwind (octubre de 2009). Un disco que continúa sorprendiendo la sinergía de estos grandes músicos y que se compone de una pieza de casi 78 minutos separada en 12 canciones. Un disco lleno de creatividad y con notable participación de sus 4 integrantes en todas las canciones. Una edición doble contiene 4 canciones adicionales de la banda y 4 versiones de Genesis, Procol Harum, America, The Beatles y Santana. Considerando por muchos como el disco del año.
En 2010, en el mes de abril, comenzará una gira de dicho álbum, con una serie de conciertos titulada An Evening With TRANSATLANTIC "Whirld Tour 2010", para la cual se volverá a sumar Daniel Gildenlow (Pain of Salvation), como lo han hecho en su último tour. Durante dicho tour, al momento se han confirmado 23 conciertos entre Estados Unidos y Europa. Adicionalmente, Transatlantic ha anunciado la edición de un DVD bootleg que solo se venderá durante la gira, y el mismo contiene 3 horas de material que incluye backstages del Bridge Across Forever Tour de 2001 y momentos particulares de cada uno de los integrantes de la banda, entre otros. Dicho DVD saldrá bajo los derechos de "Man in The Mountain".
A finales de 2013, la banda se reúne nuevamente para la composición de su cuarto disco, que sale a la venta a finales de enero de 2014 y se titula Kaleidoscope. El disco vuelve a confirmar la apuesta por el rock progresivo y el virtuosismo compositivo de sus integrantes. Ese mismo verano da comienzo una gira en Norteamérica, Latinoamérica y Europa.
En 2021 publicaron su quinto álbum "The Absolute Universe", presentado en tres ediciones: The breath of life (64 minutos), Forevermore (90 minutos) y Ultimate (96 minutos), estando la última de ellas sólo disponible en Blu-Ray.

## Miembros
- Neal Morse - Lead vocals, Teclados, Guitarra (Ex-Spocks Beard)
- Mike Portnoy - Batería, Coros    (Dream Theater)
- Roine Stolt - Guitarra, Coros                                      (The Flower Kings)
- Pete Trewavas - Bajo, Coros                                    (Marillion)

### Artistas invitados
- Daniel Gildenlöw - Guitarra, Coros, Percusión, Teclados (Pain of Salvation)
- Ted Leonard - Guitarra, Coros, Percusión, Teclados (Spock's Beard) (Solo USA Leg 2014)

## Discografía

### Álbumes de estudio
- SMPTe: (2000)
- Bridge Across Forever (2001)
- The Whirlwind (octubre de 2009)
- Kaleidoscope (enero de 2014)
- The Absolute Universe: The breath of life, Forevermore y Ultimate (febrero de 2021)

### Álbumes en vivo
- Live In America (2CD, 2001)
- Live In Europe (En Vivo 2CD, 2003)
- Whirld Tour (3CD, 2010)
- The Final Flight - Live at L´Olympia (2023)

### Vídeos y DVD
- Live In America (video, 2001)
- Building The Bridge (video, 2002)
- Live In Europe (2DVD, 2003)
- The Official Bootleg DVD (2010)
- KaLIVEoscope (2014)
- The Final Flight (2022)

### Promos, demos y rarezas
- Bridge Across Europe Tour 2001 (promo, 2001)
- Neal Morse - The Transatlantic Demos (2003)
- SMPT:e - The Roine Stolt Mixes (2003)
- The Whirlwind Covers CD: Limited edition of The Whirlwind (octubre de 2009)